# Donne in cerca d'amore
Donne in cerca d'amore (The Best of Everything) è un film del 1959 diretto da Jean Negulesco.
È un film drammatico a sfondo romantico statunitense con Joan Crawford, Hope Lange, Stephen Boyd, Suzy Parker, Martha Hyer e Diane Baker. È basato sul romanzo del 1958  The Best of Everything di Rona Jaffe (che diede vita anche a una serie televisiva omonima trasmessa sulla ABC). Il film fu candidato ai premi Oscar per i costumi (di Adele Palmer) e per il brano della colonna sonora The Best of Everything (di Alfred Newman e Sammy Cahn).

## Trama
Tre donne, Caroline, Gregg e April lasciano la provincia e giungono a New York dove trovano alloggio insieme e vanno a lavorare presso una casa editrice gestita da due dirigenti, una donna e un uomo: lei, Amanda Farrow, è una donna severa e rigida che sfoga i malumori sulle sue sottoposte; lui, il signor Shalimar, è un maturo dongiovanni che non manca di molestare le impiegate ma con pochi risultati. Ben presto le tre donne sapranno farsi valere nel lavoro, ma a causa dei loro amori turbolenti non saranno altrettanto fortunate nella vita sentimentale.

## Produzione
Il film, diretto da Jean Negulesco su una sceneggiatura di Edith R. Sommer e Mann Rubin e un soggetto di Rona Jaffe, fu prodotto da Jerry Wald per la Twentieth Century Fox e la Company of Artists e girato a New York da inizio maggio a fine luglio 1959.

## Distribuzione
Il film fu distribuito con il titolo The Best of Everything negli Stati Uniti nell'ottobre 1959 (première a New York l'8 ottobre) al cinema dalla Twentieth Century Fox.
Altre distribuzioni:
- in Germania Ovest il 22 dicembre 1959 (Alle meine Träume)
- in Finlandia il 15 gennaio 1960 (Paras kaikista)
- in Francia il 20 gennaio 1960 (Rien n'est trop beau)
- in Danimarca il 15 febbraio 1960 (Tre kontorpiger i New York)
- in Spagna il 24 dicembre 1962 (Mujeres frente al amor)
- in Italia (Donne in cerca d'amore)
- in Brasile (Sob o Signo do Sexo)
- in Finlandia (Kaikki unelmani)
- in Grecia (Ta apokryfa tis Neas Yorkis)
- in Svezia (Alla mina drömmar)
- in Jugoslavia (Najbolje od svega)

## Accoglienza
All'epoca della prima uscita sugli schermi, il film lasciò delusi molti spettatori per il ruolo ricoperto dalla Crawford, che tutti si aspettavano fosse da protagonista ma che in realtà era poco più che una partecipazione straordinaria. Ormai sulla cinquantina, Joan Crawford non poteva più pretendere ruoli da eroina romantica ma, su invito del vecchio amico e produttore Jerry Wald, accettò la parte pur di non smettere di apparire sugli schermi. Molte delle scene girate da lei, tra cui una superba interpretazione di donna in preda all'alcool, furono tagliate in sede di montaggio per decisione del produttore, che scelse di non appesantire la durata del film lasciando spazio alle storie delle tre giovani donne. Nel film infatti non viene mai mostrato l'uomo sposato con cui lei ha una frustrante relazione, né tanto meno viene mostrato l'imprenditore vedovo che alla fine lei sposa, lasciando il posto di direttrice alla ambiziosa Caroline. 

## Critica
Secondo il Morandini il film "non tralascia alcun effetto per raggiungere i suoi scopi melodrammatici". Morandini segnala inoltre le interpretazioni della Lange e della Crawford.

## Promozione
Le tagline sono:
- THESE ARE THE GIRLS who want the best of everything... but often settle for a lot less!
- The story of the girls who claw and scratch their way to the top...only to realize too late - there's no wedding ring on their finger!
- The Female Jungle EXPOSED!